# Villalba de Duero
Villalba de Duero è un comune spagnolo di 676 abitanti situato nella comunità autonoma di Castiglia e León.